# جان آمبروز فلمینگ
جان آمبروز فلمینگ (به انگلیسی: John Ambrose Fleming) ‏(۲۹ نوامبر ۱۸۴۹–۱۸ آوریل ۱۹۴۵) مهندس برق و فیزیک‌دان انگلیسی و مخترع دیود بود.
فلمینگ برنده نشان فارادی در سال ۱۹۲۸ و مدال فرانکلین در سال (۱۹۳۵) شده‌است.